# Lipnik (województwo pomorskie)
Lipnik – osada w Polsce położona w województwie pomorskim, w powiecie słupskim, w gminie Kępice.
W latach 1975–1998 miejscowość należała administracyjnie do województwa słupskiego
Inne miejscowości o nazwie Lipnik: Lipnik